# Pfarrhaus (Mattsies)

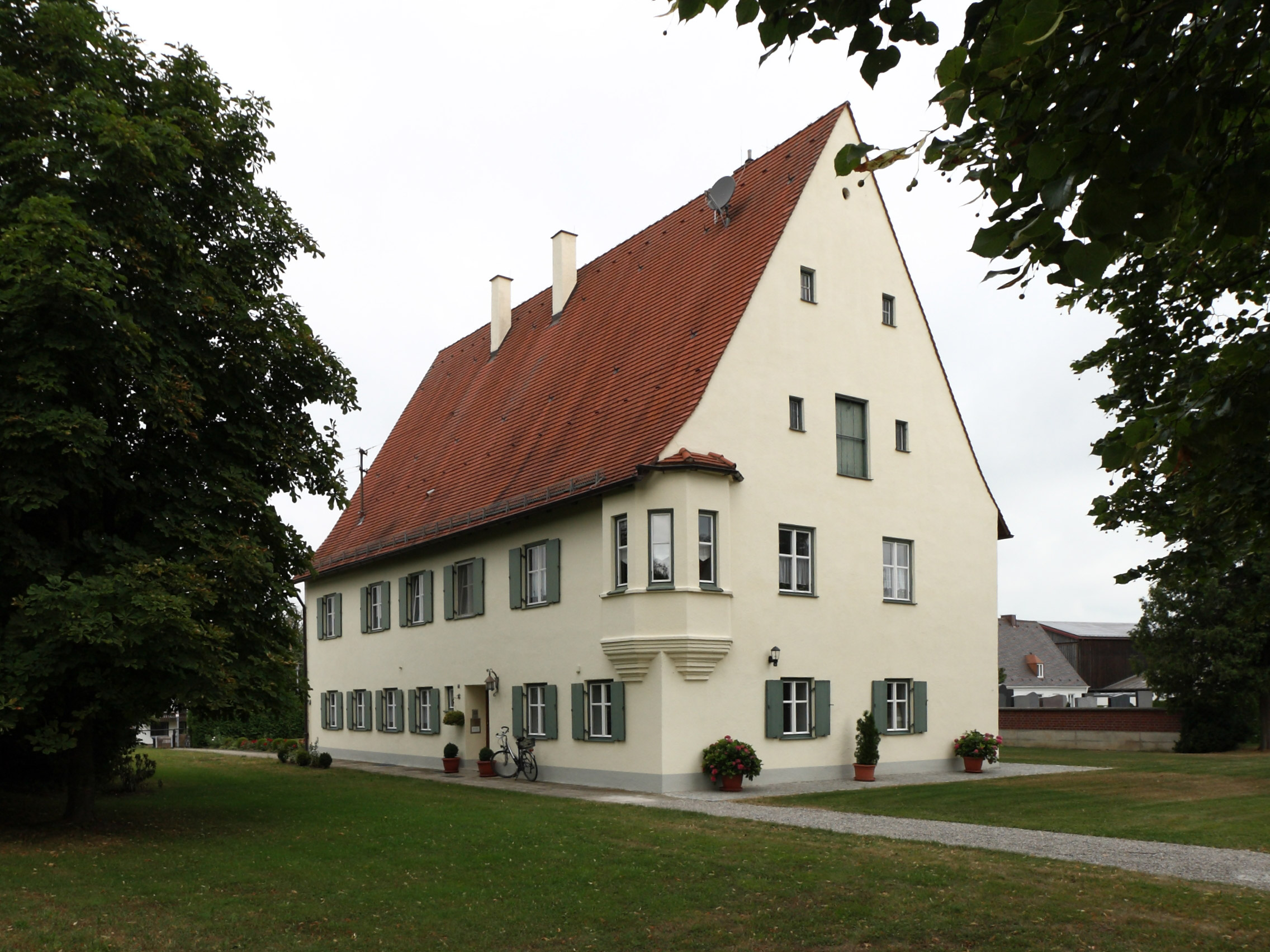
Pfarrhaus in Mattsies

Das Pfarrhaus in Mattsies ist ein denkmalgeschützter Bau in einem Ortsteil der Gemeinde Tussenhausen im Landkreis Unterallgäu im bayerischen Regierungsbezirk Schwaben. Es wurde entweder in der zweiten Hälfte des 16. Jahrhunderts oder im frühen 17. Jahrhundert erbaut. Renovierungen des Gebäudes fanden unter anderem im 18. Jahrhundert und 1959 statt. Das zweigeschossige Gebäude liegt südöstlich der Kirche Mariä Himmelfahrt. Die Fassade weist eine unregelmäßige Fensteranordnung auf. Gedeckt ist der Pfarrhof mit einem steilen Satteldach. An der südöstlichen Ecke ist im Obergeschoss ein Erker angebracht. Der polygonale Erker ruht auf einer profilierten, von der Hausecke durchbrochenen Konsole. Im Erkerzimmer ist eine Spiegeldecke mit von Profilen gesäumter Voute vorhanden. Im Pfarrhof befinden sich verschiedene gefasste Holzfiguren, so eine Immaculata aus dem dritten Viertel des 18. Jahrhunderts, eine Muttergottes aus der Mitte des 18. Jahrhunderts sowie die Figur Gottvaters vom Anfang des 18. Jahrhunderts. Die Figur der Maria stammt aus der zweiten Hälfte des 17. Jahrhunderts.